# Jean-Pierre Kutwa
Jean-Pierre Kutwa (Abiyán, 22 de diciembre de 1945) eclesiástico católico marfileño. Fue arzobispo de Abiyán, entre 2006 y 2024.

## Biografía

### Primeros años
Nació el 22 de diciembre de 1945, en el barrio Blockhauss de la ciudad marfileña de Abiyán, en la entonces África Occidental Francesa. Es el último de los diez hijos de Martin Kutwa y Louise Ahouo. Fue bautizado el 4 de enero de 1946, en la Iglesia Saint Pierre de su barrio natal, por el padre Laziner.

### Formación
En 1950, inició su formación primaria en la escuela Saint Jean Bosco de Treichville, donde también fue miembro del coro, del que luego se convirtió en cantante principal. El 8 de julio de 1955 recibió su primera comunión en la Iglesia de su barrio natal, y el 18 de septiembre siguiente ingresó en el "Petit-Clerc" de Bingerville en la clase CMI.
En 1957, se matriculó en el Seminario Menor de Bingerville, donde completó su formación secundaria. El 2 de octubre de 1964 ingresó en el Seminario Mayor de Ányama, donde realizó sus estudios eclesiásticos.
Estudió Teología bíblica en el Instituto Católico de África Occidental (OACI), donde consiguió una maestría en Teología bíblica. Tras realizar estudios en la Pontificia Universidad Urbaniana (1984-1985), obtuvo el doctorado en Teología bíblica. Luego, realizó una breve estancia en Jerusalén, para cursos avanzados de hebreo y luego otro viaje a Washington D. C., para aprender inglés.
También, es compositor de música.

### Sacerdocio
Sus intenciones originales eran ingresar en la Orden de Predicadores, pero su madre se opuso a su posible traslado a Francia para seguir el proceso de formación dominico.
Posteriormente, recibió la sotana y la tonsura el 22 de diciembre de 1967.
Fue ordenado diácono el 20 de diciembre de 1970, en la Iglesia de Notre Dame du Perpétuel Secours en Treichville, a manos del arzobispo Bernard Yago. Su ordenación sacerdotal fue el 11 de julio de 1971, en el mismo lugar, a manos del mismo arzobispo; incardinándose en la arquidiócesis de Abiyán.
Como sacerdote desempeñó los siguientes ministerios:
- Vicario parroquial (1971-1974) y párroco (1978-1984; 1987-1995) de la Catedral de Abiyán.
- Capellán (1971-1974, diocesano: 1987-1995) de los "Jeunes Étudiants Chrétiens" (Juventud Estudiantil Católica; JEC).
- Profesor de música en el noviciado de Notre Dame en Moossou (1971-1974).
- Párroco de Saint Augustin, en Bingerville (1974-1977).
- Director nacional de Oeuvres (Obras; 1977).
- Profesor de Sagradas Escrituras en el Seminario Mayor de Ányama (1987-1995).
- Párroco de Notre Dame, en Treichville, y asistente nacional de JEC (1996-2001).

El 7 de julio de 1997, sufrió un grave accidente de tránsito que lo mantuvo hospitalizado durante ocho meses.

## Episcopado

### Arzobispo de Gagnoa
El 15 de mayo de 2001, el papa Juan Pablo II lo nombró arzobispo de Gagnoa. El 29 de junio siguiente, en una ceremonia en la Basílica de San Pedro, recibió la imposición del palio arzobispal de manos del papa Juan Pablo II.
Fue consagrado el 16 de septiembre del mismo año, en el Stade Victor Biaka Boda de Gagnoa, a manos del cardenal Bernard Agré. Tomó posesión canónica durante una ceremonia posterior celebrada en la Catedral de Gagnoa.
Participó como delegado elegido por la Conferencia Episcopal de Costa de Marfil, en la XI Asamblea general ordinaria del Sínodo de los obispos, celebrada en la Ciudad del Vaticano, del 2 al 23 de octubre de 2005, con el tema: La Eucaristía: fuente y cumbre de la vida y misión de la Iglesia.

### Arzobispo de Abiyán
El 2 de mayo de 2006, el papa Benedicto XVI lo nombró arzobispo de Abiyán. Tomó posesión canónica el 18 de junio del mismo año, durante una ceremonia en la Catedral de Abiyán. El 29 de junio siguiente, en una ceremonia en la Basílica de San Pedro, recibió la imposición del palio arzobispal de manos del papa Benedicto XVI. También fue administrador apostólico de Gagnoa, hasta el 24 de octubre del mismo año.
Después de la guerra civil en Costa de Marfil, que siguió a las elecciones de noviembre de 2010 y finalizó en abril de 2011, hizo un llamamiento a favorecer el diálogo interreligioso y el proceso de paz: "Sí, Costa de Marfil debe ser una tierra de amistad y de fraternidad, musulmán o cristiano, del Norte o del Sur, blanco o negro, de aquí o de otra parte". En enero de 2012 , hablando en nombre del Foro nacional de los grupos religiosos, pidió a Alassane Ouattara, presidente de Costa de Marfil y musulmán, que liberara a los presos políticos, partidarios de su derrotado rival presidencial Laurent Gbagbo, para facilitar el proceso de reconciliación nacional. También pidió el desarme constante de los excombatientes de la guerra civil.
Dentro de la Conferencia Episcopal de Costa de Marfil, es presidente de la Comisión para el apostolado de los laicos. También ocupó los cargos de vicepresidente de la Conferencia Episcopal Regional del África Occidental Francófona (CERAO) y vicegran canciller de la Universidad Católica de África del Oeste.
En 2020, presentó su renuncia como lo establece el Código de Derecho Canónico. El 20 de mayo de 2024, el papa Francisco aceptó su renuncia como arzobispo de Abiyán, nombrado a su sucesor al mismo tiempo.

## Cardenalato
El 12 de enero de 2014, durante el Ángelus del papa Francisco, se hizo público que sería creado cardenal. Fue creado cardenal por el papa Francisco durante el consistorio del 22 de febrero del mismo año, con el titulus de cardenal presbítero de Santa Emerenciana en Torre Florencia. Tomó posesión formal de su Iglesia Titular en una celebración el 26 de febrero de 2017.
El 22 de mayo de 2014, fue nombrado miembro de la Congregación para los Institutos de Vida Consagrada y las Sociedades de Vida Apostólica, del Pontificio Consejo para los Laicos y del Pontificio Consejo para la Justicia y la Paz. El 29 de julio del mismo año, fue nombrado miembro de la Congregación para la Evangelización de los Pueblos.
El 28 de mayo de 2019, fue confirmado como miembro de la Congregación para los Institutos de Vida Consagrada y las Sociedades de Vida Apostólica in aliud quinquennium. El 13 de octubre de 2020, fue confirmado como miembro de la Congregación para la Evangelización de los Pueblos usque ad octogesimum annum.
Cardenal Kutwa fue uno de los 133 Cardenales electores del Cónclave de 2025.